# 1984年バスケットボール女子アジア選手権
1984年バスケットボール女子アジア選手権（The 10th Basketball Asia Championship for Women）は、上海で開催された第10回バスケットボール女子アジア選手権。10月13日から24日までの期間で開催された。
韓国が4大会連続8度目の優勝を飾った。

## 最終結果
| 順位 | 国           |
| ---- | ------------ |
| 1    | 韓国         |
| 2    | 中国         |
| 3    | 日本         |
| 4    | フィリピン   |
| 5    | マレーシア   |
| 6    | シンガポール |
| 7    | インド       |
| 8    | マカオ       |
| 9    | 香港         |
| 10   | スリランカ   |